# Itahari
Itahari (nep. इटहरी) – miasto w południowo-wschodnim Nepalu; w dystrykcie Sunsari. Według danych szacunkowych na rok 2010 liczy 59 188 mieszkańców. Ośrodek przemysłowy.